# Lithospermum lindbergianum
Lithospermum lindbergianum là loài thực vật có hoa trong họ Mồ hôi. Loài này được (Rech. f.) I.M. Johnst. mô tả khoa học đầu tiên năm 1953.